# 夏尔·罗贝尔·里歇
夏尔·罗贝尔·里歇（法語：Charles Robert Richet，發音：[ʃaʁl ʁɔbɛʁ ʁiʃɛ]；1850年8月25日—1935年12月4日），法國生理學家，是許多研究的早期建立者，例如神經化學、消化作用、恆溫動物的體溫调控，以及呼吸作用。他在1887年成為法兰西公学院的生理學教授，並且在1898年成為法國醫學學會（Académie de Médecine）的成員。
1913年，里歇因為對於過敏反應的研究，而獲得了諾貝爾生理學或醫學獎。這些研究闡明了一些疾病的成因與作用，例如過敏性鼻炎、哮喘與其他過敏症狀。1914年，他成為了法國科學院的成員。